# Ultralahki helikopter
Ultralahki helikopter je helikopter z majhno vzletno težo - ki je primerljiva z ultralahkimi letali. Po navadi se uporabljajo za športno letenje in šolanje pilotov. So precej cenejši za nakup in obratovanje kot običajni helikopterji. Ultralahke helikopterje po navadi poganja batni bencinski motor. Nekatere ultralahke helikopterje se kupi v "kit" formi in se jih sestavi doma. 

## Seznam nekaterih ultralahkih helikopterjec
| Model               | Specifikacije | Podjetje | Država                |  |
| ------------------- | --- | -------- | --------------------- |  |
| Dynali H3           | |          | Belgija               |  |
| DF DF334            | *Posadka: 1 pilot - Kapaciteta: 1 potnik - Dolžina: 5,86 m (19 ft 3 in) - Premer glavnega rotorja: 6,82 m (22 ft 5 in) - Višina: 2,36 m (7 ft 9 in) - Površina glavnega rotorja: 36,5 m2 (393 ft2) - Prazna teža: 290 kg (640 lb) - Gros teža: 500 kg (1100 lb) - Motor: 1 × Rotax 914, 84 kW (115 KM) - Največja hitrost: 148 km/h (92 mph) - Potovalna hitrost: 120 km/h (75 mph) - Dolet: 300 km (190 milj) - Višina leta (servisna): 3100 m (10000 ft) - Hitrost vzpenjanja: 6,5 m/s (1280 ft/min) |          | - Italija - Nemčija   |  |
| Mustang F290        | |          | - Francija - Španija  |  |
| Guimbal Cabri G2    | |          | - Francija            |  |
| Heli-Sport CH-7     | *Kapaciteta: 2 - Dolžina: 7,05 m (23 ft 2 in) skupno, dolžina trupa 5,31 m (17 ft 5 in) - Višina: 2,35 m (7 ft 9 in) - Prazna teža: 275 kg (606 lb) - Maks. vzletna teža: 450 kg (992 lb) - Kapaciteta goriva: 60 L, opcija dodatnega 19 L rezervoarja - Motor: 1 × Rotax 914 , 84,6 kW (113,5 KM) - Premer glavnega rotorja: 6.20 m (20 ft 4 in) - Potovalna hitrost: 160 km/h (99 mph; 86 vozlov) - Neprekoračljiva hitrost: 192 km/h (119 mph; 104 vozlov) - Dolet: 480 km (298 milj; 259 nmi) s standardnim gorivom - Čas leta (avtonomija): 3 ure - Višina leta (servisna): 5000 m (16404 ft), višina lebdenja 2500 m (8200 ft) |          | - Italija - Argentina |  |
| Cicare CH-7B        | |          | Argentina             |  |
| en                  | |          | - ZDA - Kanada        |  |
| Helicycle           | Podatki iz Eagle R&DSplošne karakteristike - Posadka: one - Dolžina: 20 ft 10 in (6,35 m) - Premer rotorja: 19 ft 10 in (6,05 m) - Višina: 7 ft 4 in (2.23 m) - Površina rotorjev: 308 ft² (28,6 m²) - Teža praznega letala: 500 lb (227 kg) - Uporaben tovor: 220 lb (100 kg) - Maks. vzletna teža: 850 lb (386 kg) - Pogon letala: 1 × Turbogredni motor Solar T62-T32, 150 KM (112 kW) Zmogljivost - Maks. hitrost: 96 vozlov (110 mph, 177 km/h) - Potovalna hitrost: 83 vozlov (95 mph, 153 km/h) - Doseg: 140 nmi (160 milj, 257 km) - Višina leta: 11 000 ft (3353 m) - Hitrost vzpenjanja: 900 ft/min (4,6 m/s) |          | ZDA                   |  |
| Helirotex Lince One | |          | Italija               |  |
| Konner K1           | |          | Italija               |  |
| Dynali H2S          | Podatki iz Bayerl and DynaliSplošne značilnosti - Posadka: 1 pilot - Število sedežev: 1 potnik - Dolžina: 7,95 m (26 ft 1 in) - Širina: 2,00 m (6 ft 7 in) (pristajalno podvozje) - Teža praznega letala: 465 kg (1.025 lb) - Bruto teža: 700 kg (1.543 lb) - Kapaciteta goriva: 80 litrov - Pogon letala: 1 × Subaru EJ25 4-valjni zračnohlajeni avtomobilski motor, 138 kW (185 hp) - Premer glavnega rotorja: 7,22 m (23 ft 8 in) Zmogljivost - Maks. hitrost: 190 km/h (118 mph; 103 kn) - Potovalna hitrost: 150 km/h (93 mph; 81 kn) - Hitrost vzpenjanja: 6 m/s (1.200 ft/min) |          | Belgija               |  |
| en                  | |          | Nemčija               |  |
| Exec                | Podatki iz Brassey's World Aircraft & Systems Directory 1999/2000;Taylor 1999, pp. 365–366Splošne karakteristike - Posadka: 2 - Dolžina: 22 ft (6,71 m) - Razpon kril: 25 ft (7,62 m) - Višina: 8 ft (2,44 m) - Površina kril: 380 sq ft (35,4 m²) - Teža praznega letala: 975 lb (442 kg) - Uporaben tovor: 525 lb (238 kg) - Maks. vzletna teža: 1500 lb (680 kg) - Pogon letala: 1 × 4-valjni protibatni motor RotorWay RI 162F, 150 KM (112 kW) Zmogljivost - Maks. hitrost: 115 mph (100 vozlov, 185 km/h) na nivoju morja - Potovalna hitrost: 95 mph (82 vozlov, 153 km/h) - Doseg: 180 mi (156 nmi, 290 km) - Trajanje leta: 2 uri z maks. gorivom - Višina leta: 5000 ft (1525 m) višina lebdenja - Hitrost vzpenjanja: 1000 ft/min (5,1 m/s) |          | ZDA                   |  |
| en                  | |          | Italija               |  |
| en                  | |          | - ZDA - Kanada        |  |
| en                  | |          | ZDA                   |  |
| en                  | |          | ZDA                   |  |
| en                  | [ 10 ] |          | Nova Zelandija        |  |
| AK1-3               | |          | Ukrajina              |  |